# Élections du Conseil national des régions et des districts de 2024
Les élections du Conseil national des régions et des districts de 2024 ont lieu au suffrage indirect les 28 et 29 mars pour élire les 77 membres du Conseil national des régions et des districts.

## Mode de scrutin
La Constitution de 2022 donne aux assemblées régionales et aux assemblées des districts la prérogative d'élire les membres du Conseil national des régions et des districts : elle crée à cet effet des assemblées intermédiaires, les assemblées locales, dont, pour chacune, un membre est tiré au sort par l'ISIE pour les représenter dans les assemblées régionales (représentant les gouvernorats), et les districts, composés de plusieurs gouvernorats, sont représentés par les assemblées des districts, dont les membres sont élus par les membres des assemblées régionales qui les représentent. Les membres des assemblées régionales et ceux des districts élisent ensuite les membres de la chambre haute à raison de trois conseillers par région au scrutin majoritaire plurinominal plus un conseiller pour chacun des cinq districts, au scrutin uninominal majoritaire à un tour. De plus, un membre de chaque conseil local sera tiré au sort parmi les candidats handicapés pour assurer leur représentations.
Lors des élections de 2023, sont ainsi élus par la population les membres des 279 conseils locaux, dont une partie est amenée à devenir les membres des 24 conseils régionaux.
Outre les cinq membres élus par chacune des Assemblées de districts, les 72 sièges restants sont élus comme suit. Douze sièges sont réservés aux assemblées régionales du district 1, 18 sièges pour le district 2, 18 sièges pour le district 3, douze pour le district 4, et douze pour le district 5.

## Déroulement
Le 28 mars 2024, les conseils régionaux se réunissent dans tous les gouvernorats, sauf à Sousse, afin d'élire les membres du Conseil national des régions et des districts. Chaque conseil régional vote pour que trois de ses membres siègent dans la chambre haute du parlement tunisien.
Le scrutin à Sousse est reporté au 29 mars,.

## Résultats
| Partis                    | Partis       | Voix | %   | Sièges |  |
| ------------------------- | ------------ | ---- | --- | ------ |  |
|                           | Indépendants |      |     | 77     |  |
|                           |              |      |     |        |  |
| Votes valides             |              |      |     |        |  |
| Votes blancs et invalides |              |      |     |        |  |
| Total                     | Total        |      | 100 | 77     |  |
| Abstention                |              |      |     |        |  |
| Inscrits / participation  |              |      |     |        |  |

Parmi les 77 membres, dix sont des femmes et 67 sont des hommes. Parmi eux, quatre personnes à mobilité réduite ont été élus.